# Autostrada della morte

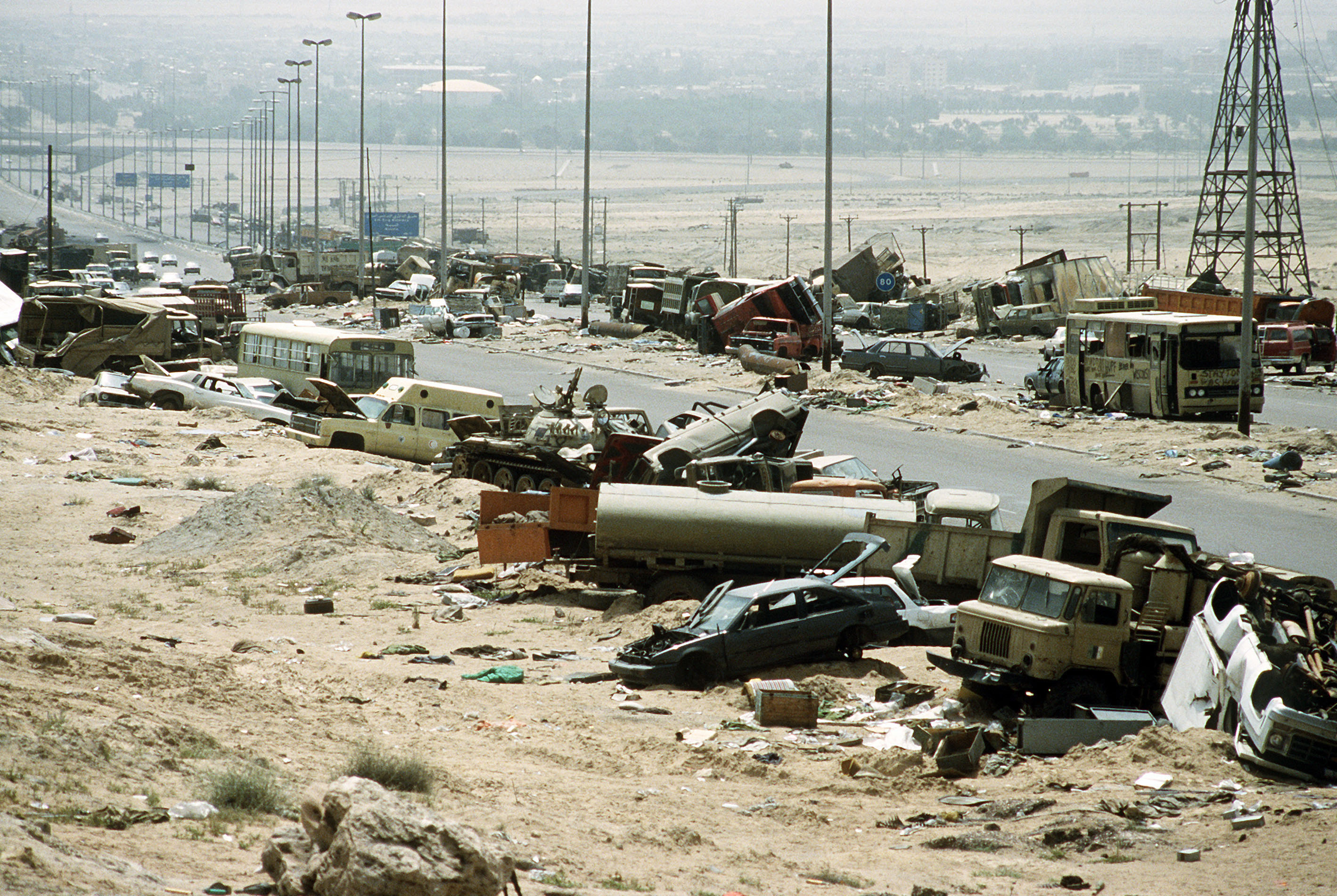
L'autostrada della morte

L'autostrada della morte (in arabo طريق الموت‎?, ṭarīq al-mawt) è il soprannome dato ad una superstrada che porta dalla capitale del Kuwait, Kuwait City, verso l'Iraq in direzione di Bassora. Durante la Guerra del Golfo, nella notte tra il 26 e il 27 febbraio 1991 le unità dell'esercito regolare iracheno in ritirata lungo la via di comunicazione furono attaccate e completamente distrutte dagli aerei statunitensi.
Il suo nome ufficiale è Autostrada 80: parte da Kuwait City e giunge fino alle città di confine di Abdali (in Kuwait) e Safwan (in Iraq), proseguendo poi per Bassora. La strada, utilizzata dalle divisioni corazzate irachene per l'invasione del Kuwait, venne riasfaltata alla fine degli anni novanta, per poi essere utilizzata nelle prime fasi dell'invasione statunitense dell'Iraq nel 2003 dalle forze statunitensi ed inglesi.

## Attacchi

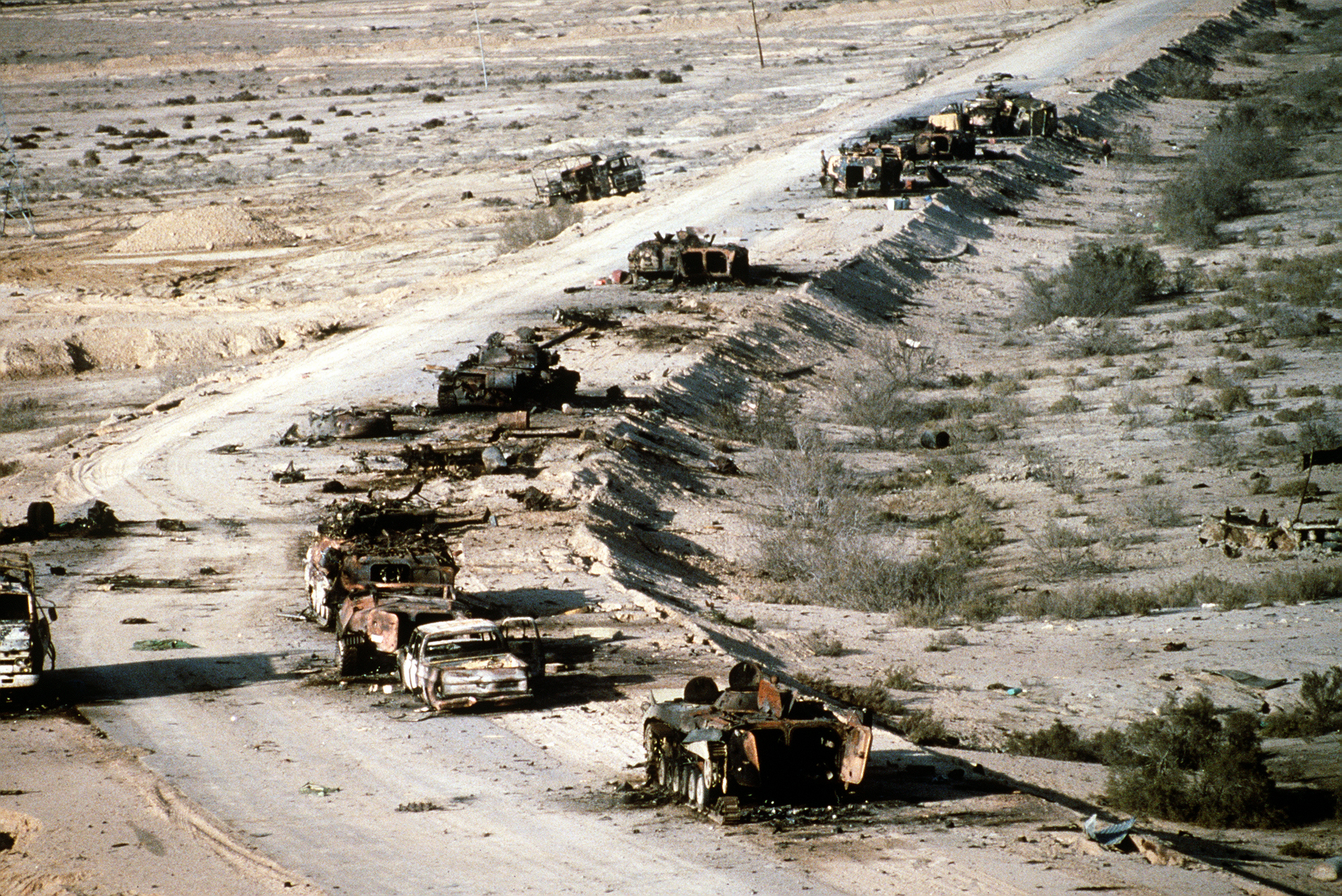
Una colonna di veicoli bombardati nella strada costiera verso Bassora

Gli attacchi aerei vennero compiuti su due sezioni distinte dell'autostrada: circa 1400 veicoli sull'autostrada a nord di Jahrah (la "vera" autostrada) e altri 400 veicoli della strada costiera verso Bassora.
Le forze statunitensi, insieme a quelle canadesi, britanniche e francesi, che avevano l'ordine di essere inoffensive, attaccarono il personale militare iracheno in ritirata che tentava di lasciare il Kuwait nella notte tra il 26 e il 27 febbraio 1991, con conseguente distruzione di centinaia di veicoli e la morte di molti dei loro occupanti. Gli aerei bombardarono la testa e la coda dell'enorme colonna di veicoli, intrappolando il convoglio e rendendolo un bersaglio statico per i successivi attacchi, uccidendo circa 1000 persone. Quando la zona venne visitata dai giornalisti, la strada era ridotta ad una lunga linea ininterrotta di veicoli danneggiati, abbandonati e distrutti. I rottami appartenevano in maggioranza a veicoli civili rubati (come automobili, camion ed autobus), che erano guidati da soldati iracheni e miliziani palestinesi allineati con l'OLP. La maggior parte dei veicoli venne abbandonata prima dell'attacco.
Sulla strada costiera si verificò uno scontro, conosciuto con il nome di battaglia dello sfasciacarrozze (in inglese Battle of the Junkyard), quando i veicoli della guardia repubblicana irachena attaccarono le forze di terra alleate. I veicoli, che vennero distrutti completamente, erano principalmente militari e appartenevano alla prima divisione corazzata "Hammurabi" della guardia repubblicana.
Molte forze irachene sono fuggite con successo attraverso il fiume Eufrate, e la Defense Intelligence Agency ha stimato che oltre circa 70 o 80 mila soldati delle divisioni sconfitte in Kuwait potrebbero essere fuggiti a Bassora, evitando la cattura.

## Controversie

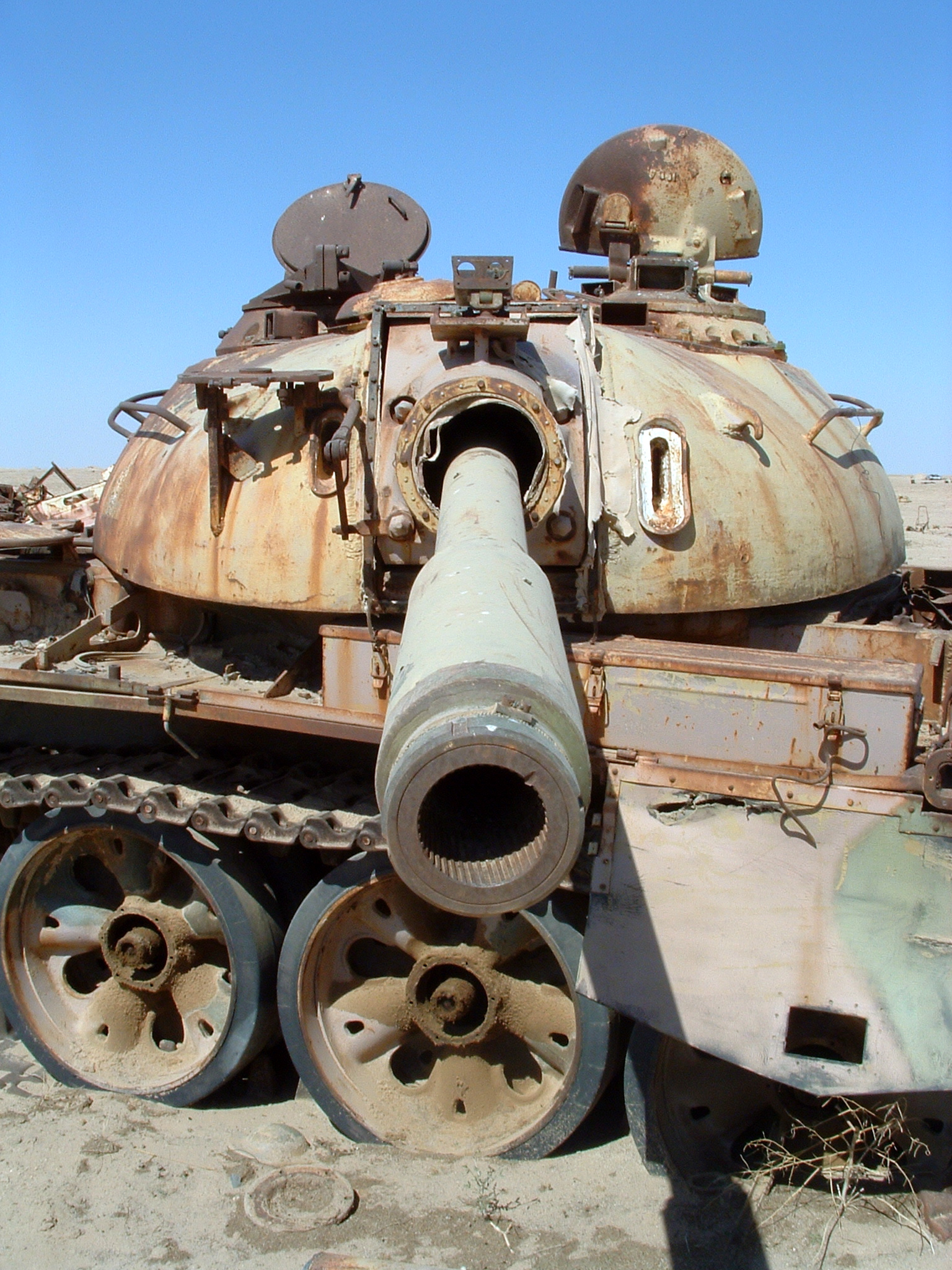
Un carro T-55 arrugginito giace nell'autostrada della morte (febbraio 2003)

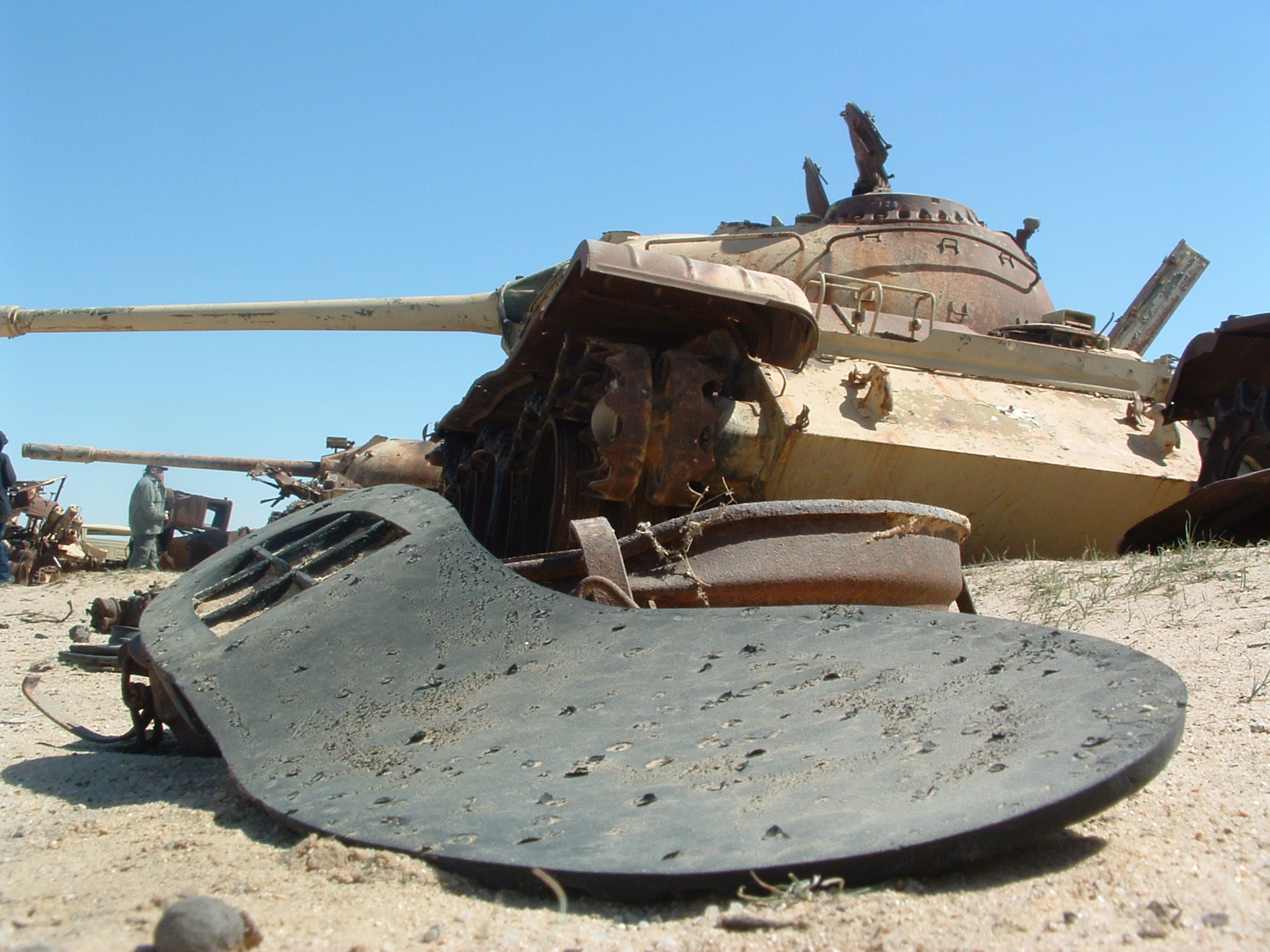
Resti del convoglio distrutto (febbraio 2003)

L'azione offensiva che rese famigerata la strada divenne una fonte di controversie. Alcuni commentatori suggerirono che l'uso della forza fu sproporzionato, siccome le forze irachene si stavano ritirando e la colonna comprendeva prigionieri di guerra kuwaitiani, prigionieri politici e rifugiati civili palestinesi.
Anche se nessun reporter fu presente durante l'attacco, furono scattate fotografie che mostrano l'incredibile ammasso di veicoli distrutti e bruciati. Il bombardamento venne considerato da alcuni osservatori come crimine di guerra – ovvero un deliberato bombardamento di una porzione di strada dove truppe irachene in fuga e non combattenti erano bloccate.
I militari statunitensi tuttavia affermarono che vennero trovati tra i rottami solo alcuni corpi e la maggior parte degli occupanti abbandonò i veicoli quando la strada divenne impraticabile. In base ad una intervista nel documentario Frontline della televisione PBS, con il giornalista americano Rick Atkinson, quando fu chiesto ad un militare se è noto il numero di iracheni rimasti uccisi nell'autostrada della morte, venne risposto che:
Robert Fisk de l'Independent giunse sul posto poco dopo il bombardamento alleato. Nel suo libro intitolato The Great War for Civilisation, Fisk descrive la scena di chilometri di veicoli militari e civili danneggiati che furono bombardati mentre erano rimasti bloccati, e i resti bruciati degli occupanti dei veicoli: «ho visto centinaia di morti qui; ce ne devono essere stati migliaia. Non dovremmo chiamarla, invece che Autostrada della Morte, Massacro di Mutla Ridge?"»
Secondo l'ex segretario di stato Colin Powell, che era l'allora capo del Joint Chiefs of Staff, le scene della carneficina posero fine alle ostilità della guerra dopo la liberazione del Kuwait. Powell scrisse in seguito in My American Journey che: «la televisione stava iniziando a considerarci come se avessimo fatto il massacro per il gusto di farlo».
In base al Foreign Policy Research Institute tuttavia, le «apparenze possono trarre in inganno»:
Il fotoreporter Peter Turnley pubblicò delle fotografie riguardanti fosse comuni ed è stato affermato che questo costituisce una violazione della Convenzione di Ginevra.

## Videogiochi
In Call of Duty: Modern Warfare l'autostrada della morte viene utilizzata come scenario della quarta missione. La voce fuoricampo durante il briefing asserisce, contrariamente a quanto accaduto realmente, che siano stati i sovietici gli autori del bombardamento.